# Pablo Ziegler
Pablo Ziegler (ur. 2 września 1944 w Buenos Aires) – argentyński pianista tanga argentyńskiego. Współpracował z Astorem Pizzollą.
Nagrał płytę Quintet For New Tango w stylu tango nuevo; bandoneon – Walter Castro, gitara – Enrique Sinesi.